# Idgia diversiceps
Idgia diversiceps is een keversoort uit de familie Prionoceridae. De wetenschappelijke naam van de soort is voor het eerst geldig gepubliceerd in 1925 door Pic.